# Compromis évolutif

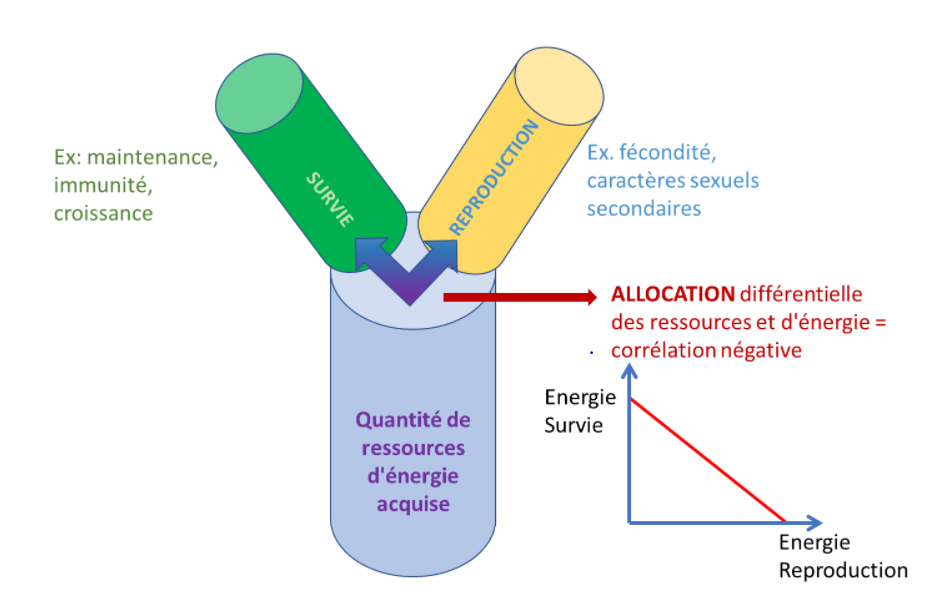
Modèle en Y d’acquisition et allocation de l'énergie et des ressources pour la reproduction ou la survie qui amène à une corrélation négative entre les stratégies, un exemple de trade-off typique pour tout organismes vivants.

Dans le domaine de la biologie de l'évolution et plus particulièrement de la théorie des histoires de vie, le concept de compromis évolutif (en anglais evolutionary trade-off) entre deux traits biologiques est la conséquence d'une contrainte fonctionnelle (enjeu d'allocation des ressources entre ces deux traits), génétique ou sélective. Tout organisme microbien, fongique, végétal et animal dispose d'une quantité limitée de nutriments, ressources destinées à son développement (caractérisé par le taux de croissance, les patrons d'allocation de la biomasse produite aux différentes parties de l'organisme, la durée de développement, la survie…), à la maintenance de ses fonctions somatiques (nutrition, respiration, régulation, défense, relation…) et reproductives (allocation des ressources à la reproduction (en) caractérisée par la fécondation et la fertilité). L'allocation différentielle des ressources entre les traits se traduit en général par une corrélation négative de ces traits.

## Contexte et théorie
Le concept général sous-jacent aux compromis évolutifs est que pour augmenter la valeur sélective (ou la fonction) d'un caractère, cela doit se faire au détriment de la diminution de la valeur sélective ou de la fonction d'un autre caractère. Le « modèle en Y » (voir figure) stipule que, chez un individu, deux traits quelconques sont déterminés par des ressources issues d'un pool commun. Bien que ce modèle soit un outil utile ayant fourni des informations précieuses, il a été souvent simplifié à l'excès dans la littérature. Les chercheurs ont proposé différentes extensions mathématiques au « modèle en Y » afin de mieux comprendre les compromis évolutifs.
Un point important soulevé par de nombreux auteurs lorsqu'ils discutent de l'impact des compromis sur le changement évolutif est l'usage ambigu du terme « contrainte ». Dans ce contexte, ce terme a deux significations : il peut désigner un obstacle ralentissant, mais n'arrêtant pas l'évolution dans certaines directions, ou bien indiquer que certaines trajectoires évolutives ne sont pas accessibles à la sélection. La distinction entre ces deux sens est cruciale, car selon la première définition, toutes les formes ou états de caractères sont possibles, tandis que selon la seconde, certains états de caractères sont inaccessibles. Lorsqu'on discute des compromis évolutifs, il est important de préciser quel sens du terme est utilisé.
La mise en évidence de compromis évolutifs dans la nature peut rencontrer des difficultés scientifiques, beaucoup d'études, qui attendaient des corrélations négatives entre les traits d'une population, ayant montré des corrélations positives ou nulles.

## Exemples de compromis d'histoire de vie
Les compromis évolutifs peuvent se manifester sous une forme appelée compromis d'histoire de vie, définis comme la diminution de la valeur sélective (essentiellement, le succès reproducteur tout au long de la vie) causée par un trait d'histoire de vie en raison de l'augmentation de la valeur sélective due à un autre trait d'histoire de vie. Les traits d'histoire de vie sont étroitement liés à la valeur sélective, tels que les traits associés au taux de croissance, à la taille corporelle, à la réponse au stress, au moment de la reproduction, à la quantité/qualité de la progéniture, à la longévité et à la dispersion.
Un exemple classique de compromis d'histoire de vie est une relation négative entre l'âge et la taille à maturité. Les taux de croissance sont négativement corrélés avec la taille maximale, de sorte que les individus à croissance rapide produisent les adultes les plus petits, tandis que les individus à croissance lente produisent de grands adultes. Un autre exemple classique est le compromis entre l'investissement énergétique dans la reproduction et la survie. Si un organisme dispose d'une quantité fixe d'énergie à répartir entre toutes les fonctions qu'il accomplit, alors plus d'énergie est allouée à la reproduction (activité sexuelle accrue/taille des organes reproducteurs), moins d'énergie est disponible pour la survie (longévité/taille des armes). Par exemple, grâce à des manipulations expérimentales en laboratoire, les chercheurs ont pu observer qu'une augmentation de l'activité reproductive est corrélée à une diminution de la longévité chez la mouche du vinaigre mâle (Drosophila melanogaster). D'autres preuves de ce compromis entre reproduction et survie proviennent d'une étude sur les pinnipèdes, où la longueur des organes génitaux et la masse des testicules sont négativement associées à l'investissement dans l'armement précopulatoire.
Les compromis d'histoire de vie peuvent également être envisagés dans le contexte de l'adaptation à un environnement spécifique. La théorie générale est qu'une augmentation de la valeur sélective dans un environnement sélectionné entraînera une perte de valeur sélective dans d'autres environnements non sélectionnés. Les chercheurs ont utilisé l'évolution expérimentale pour tester cette théorie sur Escherichia coli évoluant dans un environnement à 20 °C. Ils ont pu observer que, bien que cela ne soit pas universel (tous les individus ne le montraient pas), il y avait généralement une diminution de la valeur sélective des E. coli évoluées lorsqu'elles étaient cultivées à 40 °C.
Un exemple de compromis évolutif est la ponte de trois œufs par l'espèce de goélands Larus michahellis. Le troisième œuf est largement inférieur en volume aux deux autres et peut être considéré comme « de secours », étant sensible aux variations de ressources alimentaires disponibles. Le compromis est fait entre le succès et le coût de la reproduction.

## Exemples humains
Des exemples de compromis peuvent également être trouvés dans des études impliquant des sujets humains. Un compromis est observé entre la croissance et la fonction immunitaire dans des populations humaines où l'énergie est un facteur limitant. Une étude menée en milieu rural bolivien a révélé que les enfants présentant une réponse immunitaire élevée avaient des gains de taille moins importants que ceux ayant un niveau normal de réponse immunitaire. Cette tendance était plus marquée chez les enfants âgés de deux à cinq ans, période de croissance rapide, ainsi que chez les enfants ayant moins de réserves de graisse. Un compromis a également été observé entre la croissance et la reproduction. Dans une étude sur des adolescentes enceintes, les chercheurs ont observé que moins d'énergie était allouée aux fœtus des femmes encore en croissance par rapport à celles ayant terminé leur croissance.
La naissance prématurée chez les humains par rapport à d'autres mammifères est parfois vue comme un compromis évolutif. Certains auteurs ont soutenu que le moment de la naissance est un compromis évolutif rendu nécessaire par les modifications pelviennes associées à la bipédie obligatoire et à un cerveau agrandi.
Dans le cadre de l'épigénétique et de l'évolution du génome des plantes, un compromis évolutif entre la méthylation des éléments transposables (ET) et l'expression des gènes a été proposé. La méthylation de l'ADN de certains ET peut affecter les régions voisines, modifiant ainsi l'expression des gènes proches. Cette méthylation peut inhiber des gènes voisins, ce qui peut nuire aux plantes hôtes. Un modèle de "compromis évolutif" suggère que la répartition des ET dans le génome dépend de l'équilibre entre les avantages de l'inhibition des ET et les inconvénients de la méthylation sur les gènes voisins. Bien que des recherches supplémentaires soient nécessaires, ce modèle offre un cadre intéressant pour comprendre comment la sélection naturelle, influencée par des motifs épigénétiques, affecte l'évolution du génome et les événements d'hybridation.